# Ellie Shaw
Ellie Shaw (* 10. August 2008) ist eine antiguanische Schwimmerin.

## Karriere
Shaw trat bei den Olympischen Sommerspielen 2024 in Paris an. Im Wettbewerb über 100 m Brustschwimmen schwamm sie auf Rang 35. Außerdem hatte sie 2024 bereits an den Wettbewerben der Weltmeisterschaften in Doha, der CARIFTA Swimming Championships 2024 in Nassau und der Zentralamerika- und Karibikmeisterschaften in Monterrey teilgenommen.